# Viltroos
De viltroos of bottelroos (Rosa villosa of Rosa tomentosa) is een struik die behoort tot de rozenfamilie (Rosaceae). Door sommigen worden de viltroos (Rosa villosa) en bottelroos s.s. (Rosa tomentosa) als aparte soorten beschouwd, waarbij de bottelroos al vanaf mei bloeit. De viltroos staat op de Nederlandse Rode lijst van planten als zeldzaam en sterk afgenomen en de bottelroos s.s. als zeer zeldzaam en sterk afgenomen. De struik komt van nature voor in Midden- en Zuid-Europa en West-Azië. De viltroos wordt ook aangeplant. Het aantal chromosomen is 2n = 35.
De grote, losse, rechtopgaande struik wordt 1,5–3 m hoog en heeft lange, boogvormig overhangende, niet met klieren bezette takken. De slanke stekels zijn recht of iets gebogen, duidelijk langer dan breed en hebben een smalle basis. De struik heeft geen wortelopslag. De aan weerszijden behaarde tot viltige, grijsgroene, vijf- tot zeventallige bladeren hebben aan de onderkant klieren, die na wrijven een harsachtige of terpentijnachtige geur afgeven. De onderzijde is dichter behaard dan de bovenzijde van het blaadje. De elliptische, enkelvoudig tot onregelmatig dubbel gezaagde blaadjes zijn 2–4 cm lang en 1–2 cm breed en hebben een afgeronde voet. De topblaadjes zijn kort toegespitst.
De viltroos bloeit in juni en juli met licht zoetgeurende, 3–4,5 cm grote, bleekroze tot witte bloemen, die met twee of drie bij elkaar zitten. De 2–4 cm lange steel van de bloem is bezet met gesteelde klieren en kan behaard zijn. De kelkbladen zijn viltig behaard en hebben op de rug en aan de rand klieren. De kelkbladen zijn na de bloei teruggeslagen en vallen voor dat de rozenbottel rijp is af. De licht behaarde stijlen staan vrij en vormen een boeket.
De rode, 1–1,5 cm lange en 1–1,2 cm brede rozenbottel is eetbaar en heeft veel gesteelde klieren. De dicht met klieren bezette bottelsteel wordt na de bloei tot 2–3,5 cm lang. De rozenbottel is een vlezige bloembodem met daarin de nootjesachtige vruchten.

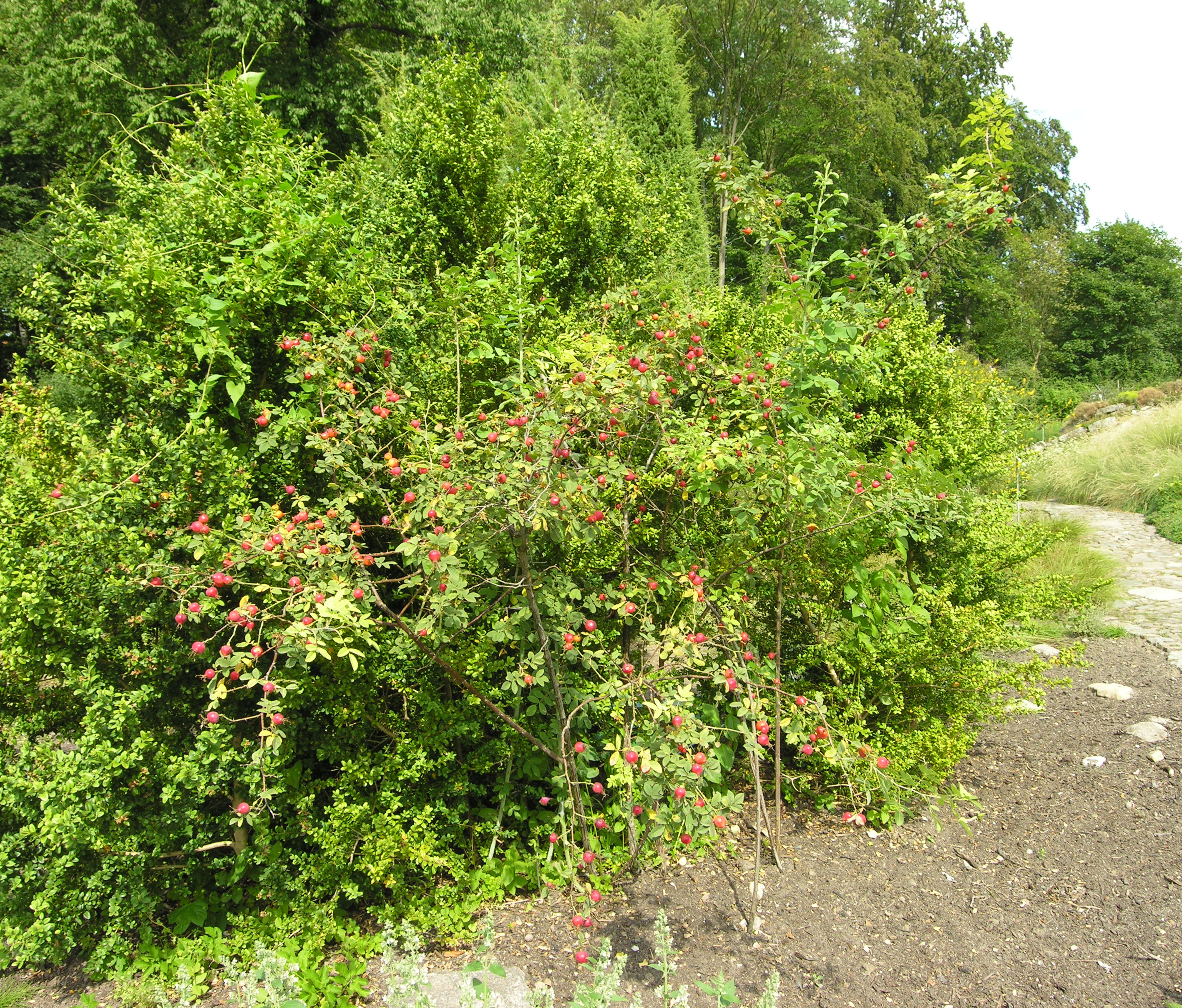
Struik
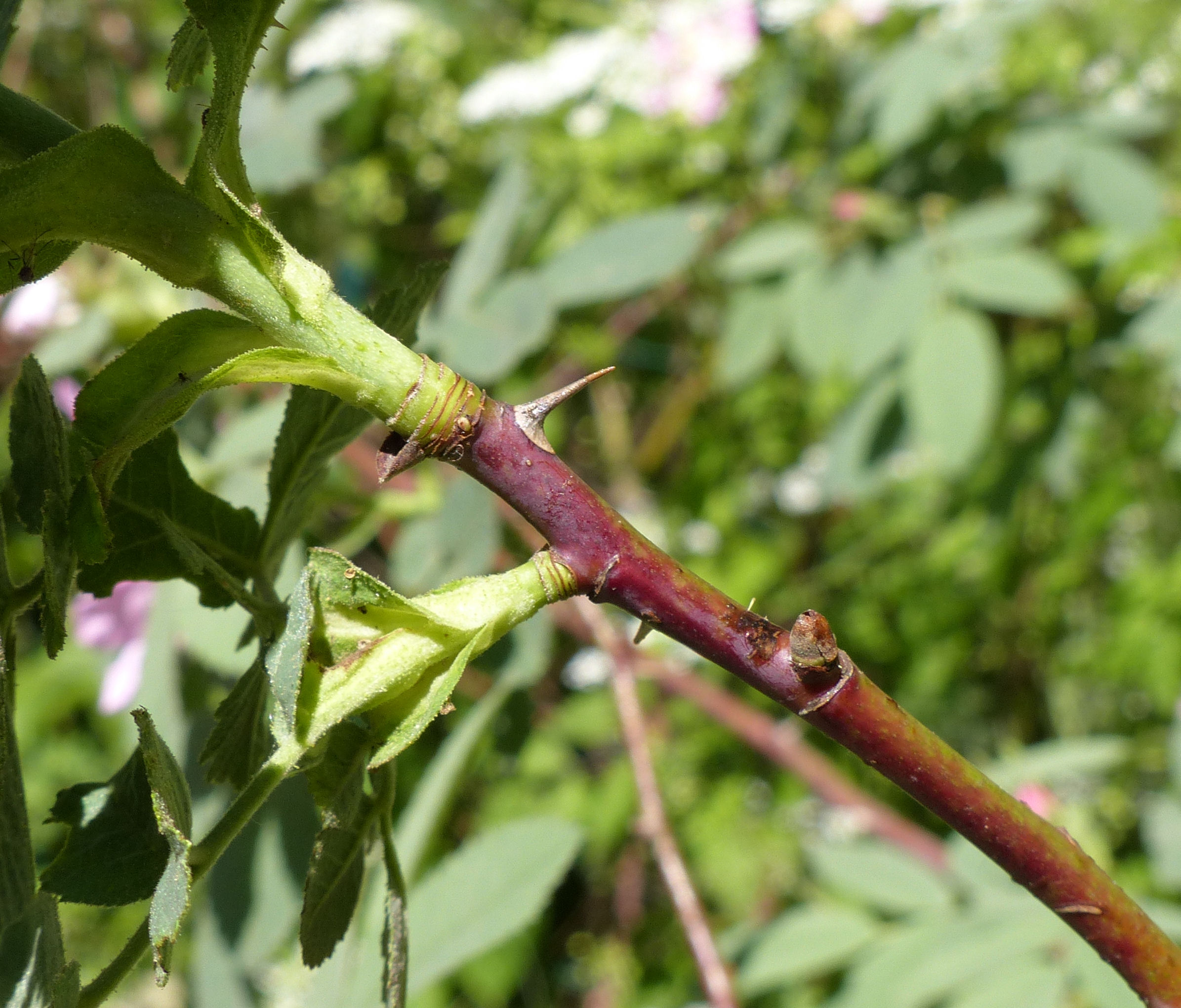
Tak
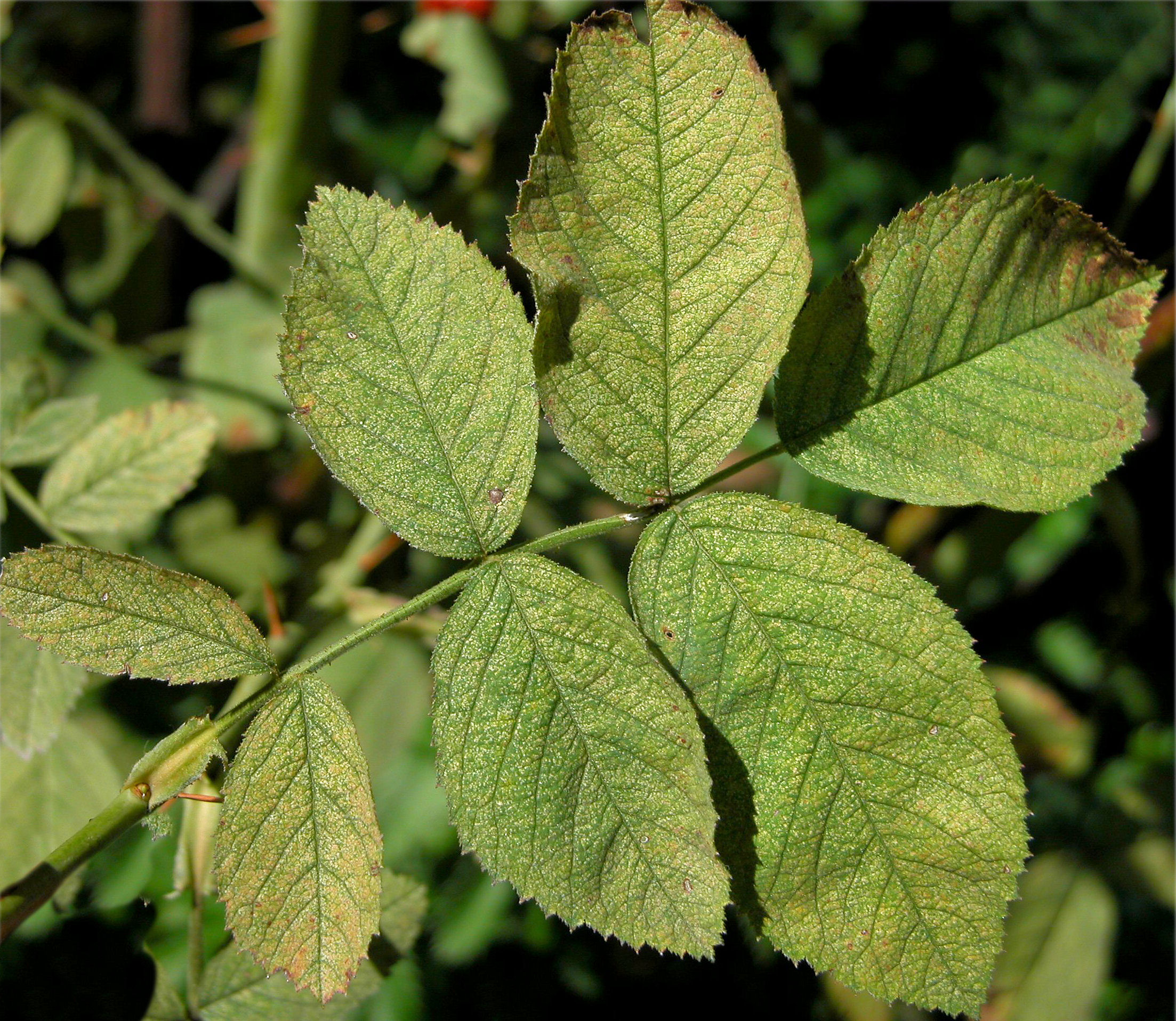
Voorkant blad
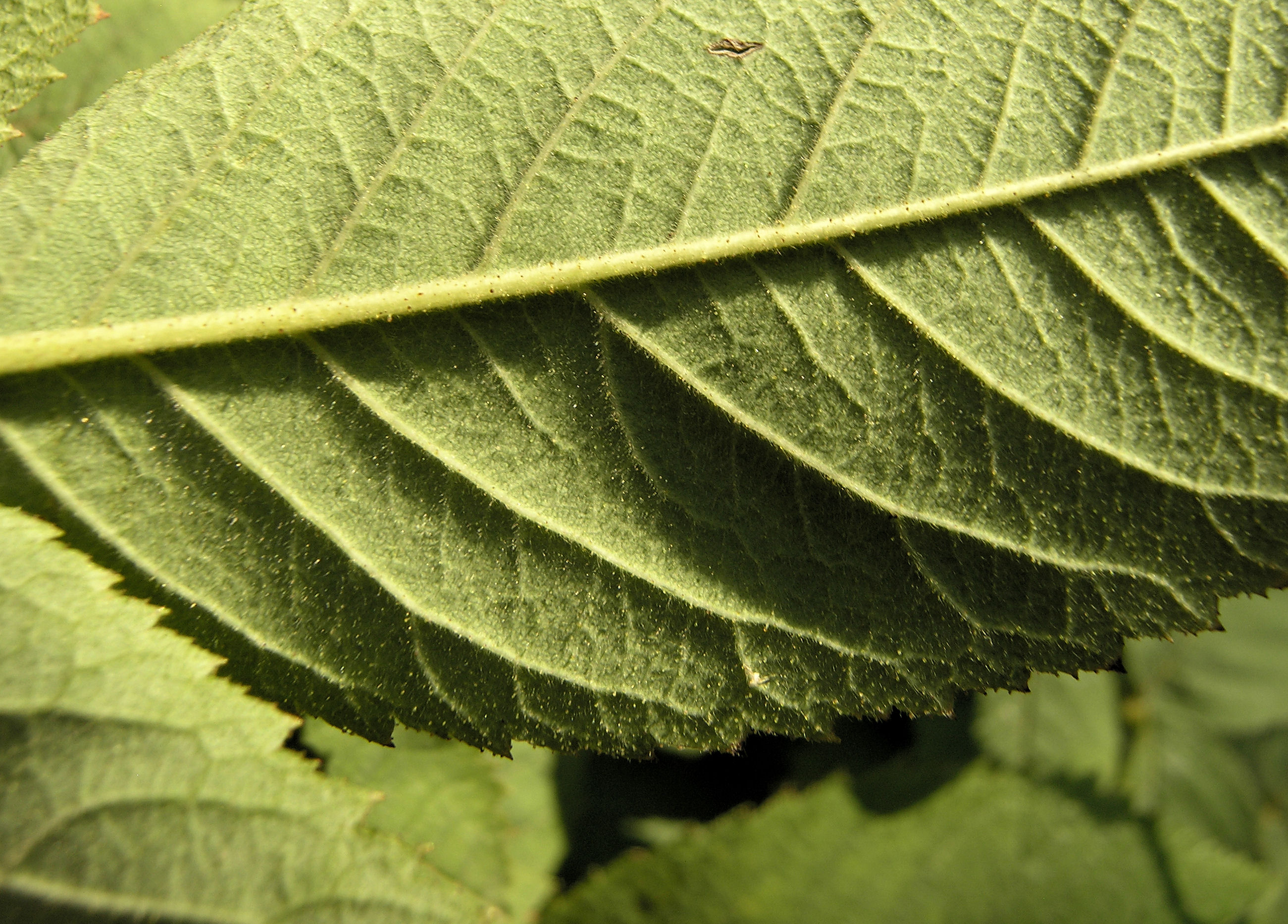
Achterkant blad
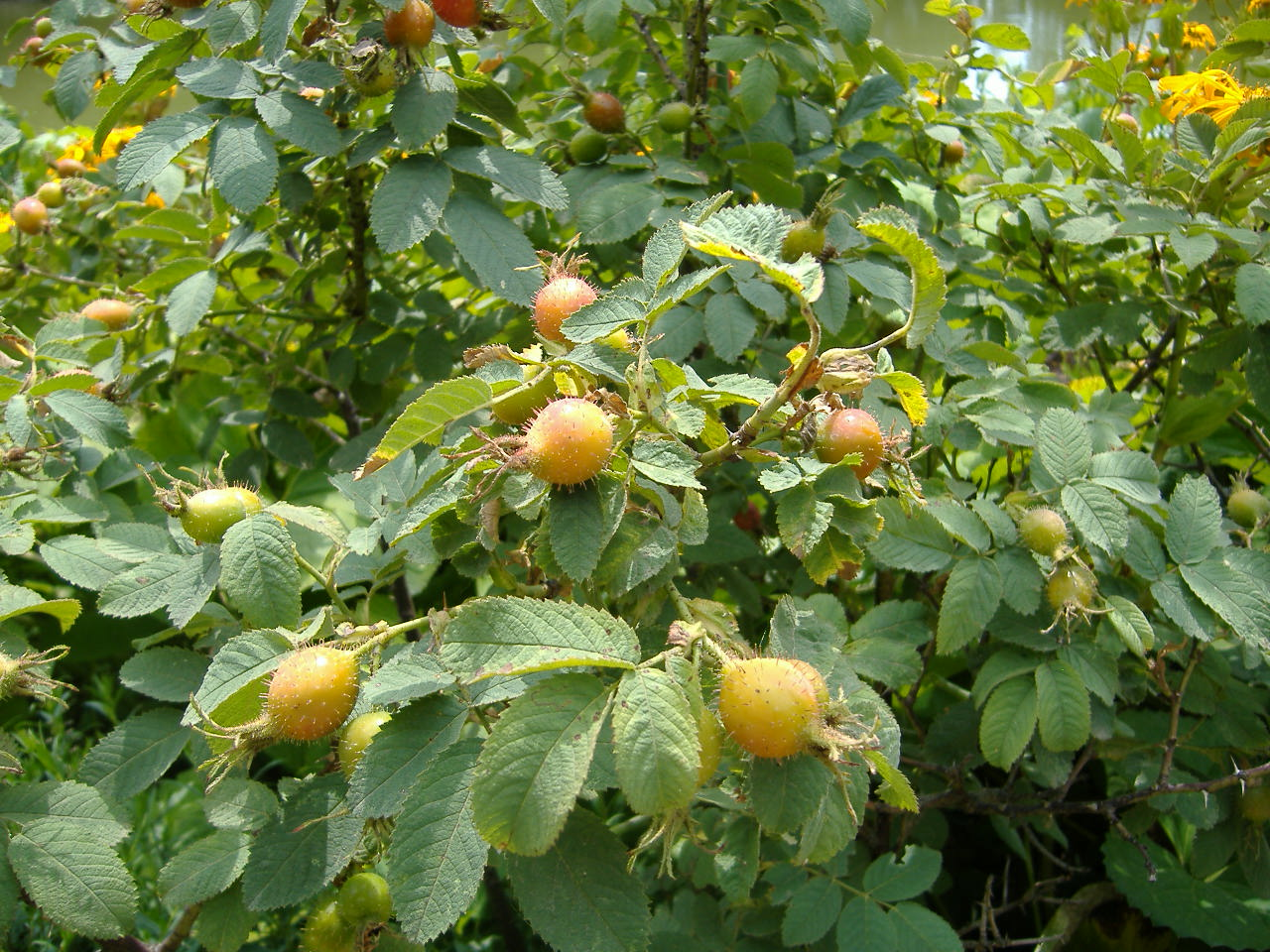
Rozenbottels
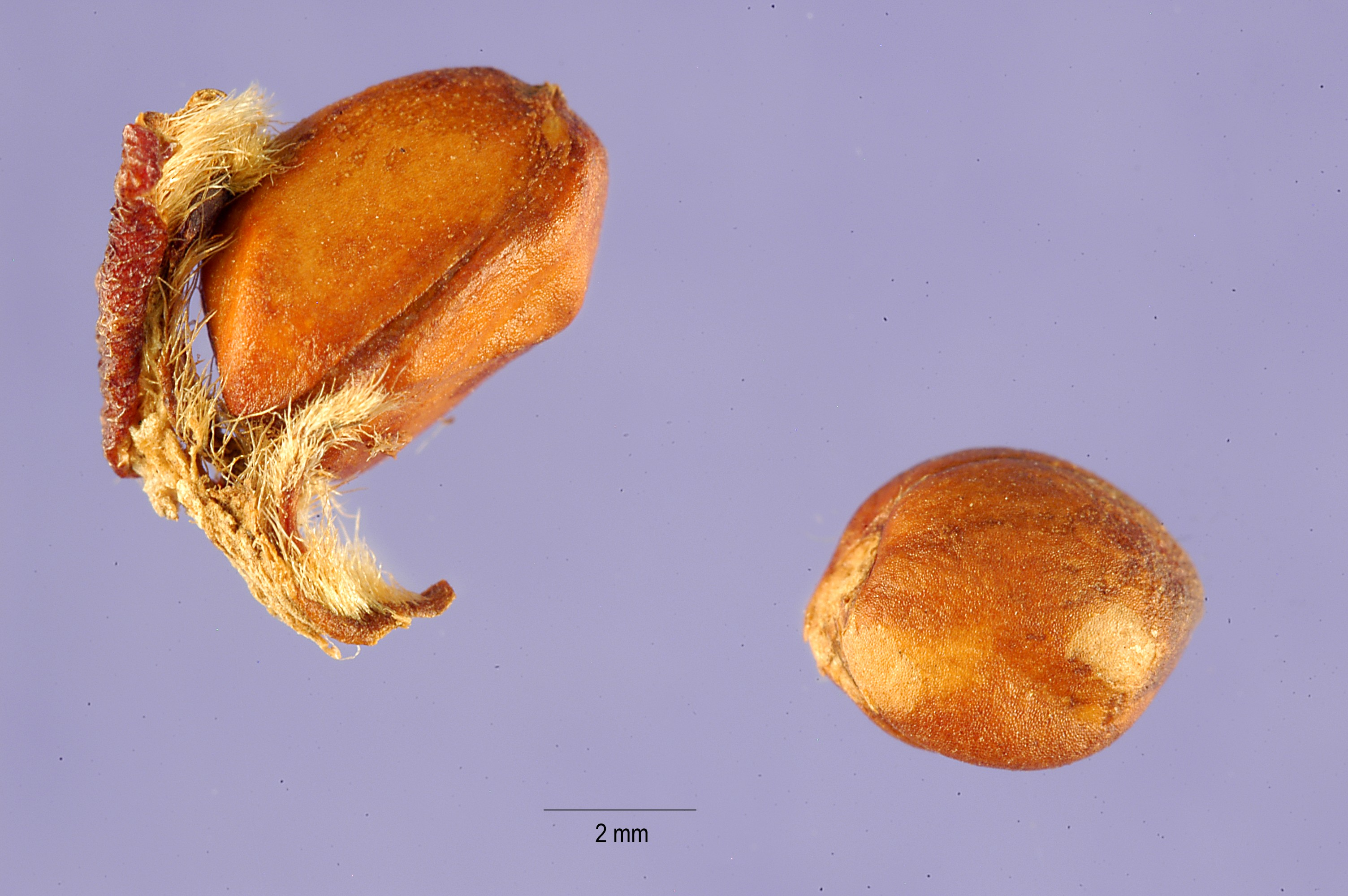
Nootjesachtige vrucht met zaad
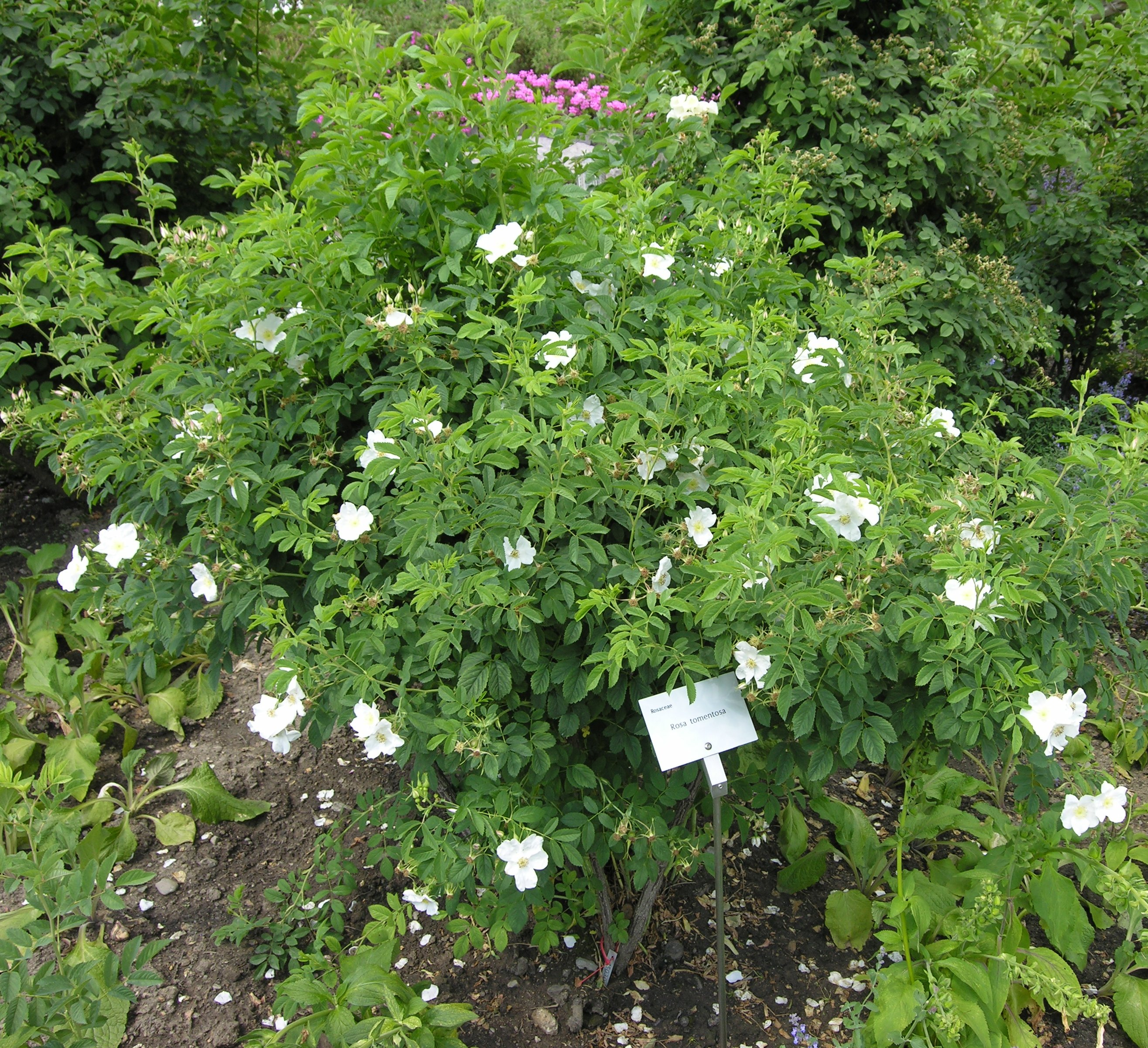
Struik Rosa tomentosa

De struik komt voor in heggen, houtwallen, struwelen en op open plekken in loofbossen op voedselrijke
en kalkhoudende klei-, leem- en zandgronden.

## Syntaxonomie
De viltroos is een kensoort voor het liguster-verbond (Berberidion vulgaris).

## Namen in andere talen
- Duits: Apfel-Rose
- Engels: Apple Rose
- Frans: Rosier velu